# محمد نظم الحسین
محمد نظم الحسین (انگلیسی: Mohammad Nazmul Hossain؛ زادهٔ ۵ اکتبر ۱۹۸۷) بازیکن کریکت اهل بنگلادش است.